# کلیسای وست‌مینستر
کلیسای وست‌مینستر (به انگلیسی: Westminster Abbey) کلیسایی تاریخی در شهر وست‌مینستر لندن انگلستان است که عمدتاً به سبک معماری گوتیک ساخته شده و مکان سنتی مراسم تاج‌گذاری، ازدواج و تدفین شاهان و شهبانوهای بریتانیایی است.

## آمار
مساحت طبقه این کلیسا ۳۰۰۰ متر مربع و ارتفاع برج‌های آن ۶۹ متر است.
از سال ۱۰۶۶ همه پادشاهان بریتانیا (۳۹ نفر) به جز ۲ نفر در کلیسای وست‌مینستر تاجگذاری کرده‌اند.
کلیسای وست‌مینستر احتمالا نخستین ساختمان در انگلستان بوده که به سبک معماری رمانسک ساخته شده است.
در کلیسای وست‌مینستر ۱۶ عروسی سلطنتی برگزار شده است.
قدیمی‌ترین در در بریتانیا در این کلیسا قرار دارد که در حدود دهه ۱۰۵۰ میلادی ساخته شده است.
کلیسای وست‌مینستر آرامگاه ۳۰ شاه و ملکه بوده است شاه ادوارد خستو نخستین پادشاه مدفون در این کلیسا است. همچنین بیش از ۳۳۰۰ نفر از جمله آیزاک نیوتن، استیون هاوکینگ، جرج فردریک هندل در این کلیسا دفن شده‌اند. در بخش «گوشه شعرا» یادبود نویسندگان و شعرایی مانند جین آستن، شارلوت، امیلی و آن برونته وجود دارد.
صندلی  تاجگذاری به دستور شاه ادوارد یکم ساخته شد و نزدیک به هفت سده است که پادشاهان بریتانیا برای تاجگذاری روی آن می‌نشینند. «سنگ سرنوشت» روی آن که به احترام اسکاتلندی‌ها به لندن برده شده بود برای مدت کوتاهی توسط اسکاتلندی‌های ملی‌گرا در سال ۱۹۵۰ دزدیده شد.
زمین مقابل محراب عالی کلیسای وست‌مینستر کف‌پوشی موزاییکی مربوط به قرون وسطی دارد که از سه کتیبه تشکیل شده و با نام کف‌پوش کازماتی (Cosmati) شناخته می‌شود. این کفپوش پیش‌بینی می‌کند که جهان ۱۹ هزار و ۶۸۳ سال دوام خواهدیافت اما چگونگی این پیش‌بینی را شرح نمی‌دهد.
کاخ و کلیسای وست‌مینستر و نیز کلیسای سنت مارگریت، در سال ۱۹۸۷ به‌صورت یکپارچه در فهرست آثار جهانی یونسکو قرار گرفتند. کلیسای وست‌مینستر از آن جهت که نمونه برجسته از مراحل توسعه هنر گوتیک در انگلستان است و همچنین اهمیت نمادین و تاریخی زیادی دارد به ثبت رسیده است.

## تاریخچه
بر اساس روایت‌ها بنیان این مکان در سال ۶۱۶ میلادی گذاشته شد. دو برج غربی این کلیسا در ۱۷۲۲ و ۱۷۴۵ توسط نیکلاس هاکسمور ساخته شدند. بازسازی و مرمت این مکان تحت نظر جورج گیلبرت اسکات در قرن نوزدهم انجام گرفت. تا سده نوزدهم این کلیسا سومین مرکز علمی بریتانیا بعد از آکسفورد و کمبریج بود.

## افراد دفن‌شده در این مکان

### خاندان سلطنتی
- ادوارد خستو و همسرش ادیت وسکس
- هنری سوم
- ادوارد اول و همسرش النور کاستیا
- ادوارد سوم و همسرش فیلیپای انو
- ریچارد دوم و همسرش آن بوهم
- هنری پنجم و همسرش کاترین والوا
- ادوارد پنجم
- هنری هفتم و همسرش الیزابت یورک
- ادوارد ششم
- آن کلیو، همسر هنری هشتم
- ماری اول
- الیزابت اول
- جیمز اول و همسرش آن دانمارک
- چارلز دوم
- ماری دوم
- ویلیام سوم
- ملکه آن و همسرش شاهزاده ژرژ دانمارک
- جرج دوم و همسرش کارولین آنسباخ
- ماری یکم اسکاتلند
- پرنسس دایانا، شاهدخت ولز

### دانشمندان
- آیزاک نیوتن
- چارلز داروین
- ویلیام تامسون (لرد کلوین)
- ج.ج. تامسون
- جیمز کلرک ماکسول
- ارنست رادرفورد
- ادموند هالی
- مایکل فارادی
- استیون هاوکینگ

### ادبا و هنرمندان
- جفری چاوسر
- چارلز دیکنز
- جرج فردریک هندل
- هنری پرسل
- ویلیام بلیک
- تی اس الیوت
- جورج گوردون بایرون
- الکساندر پوپ
- جان میلتون

## نگارخانه

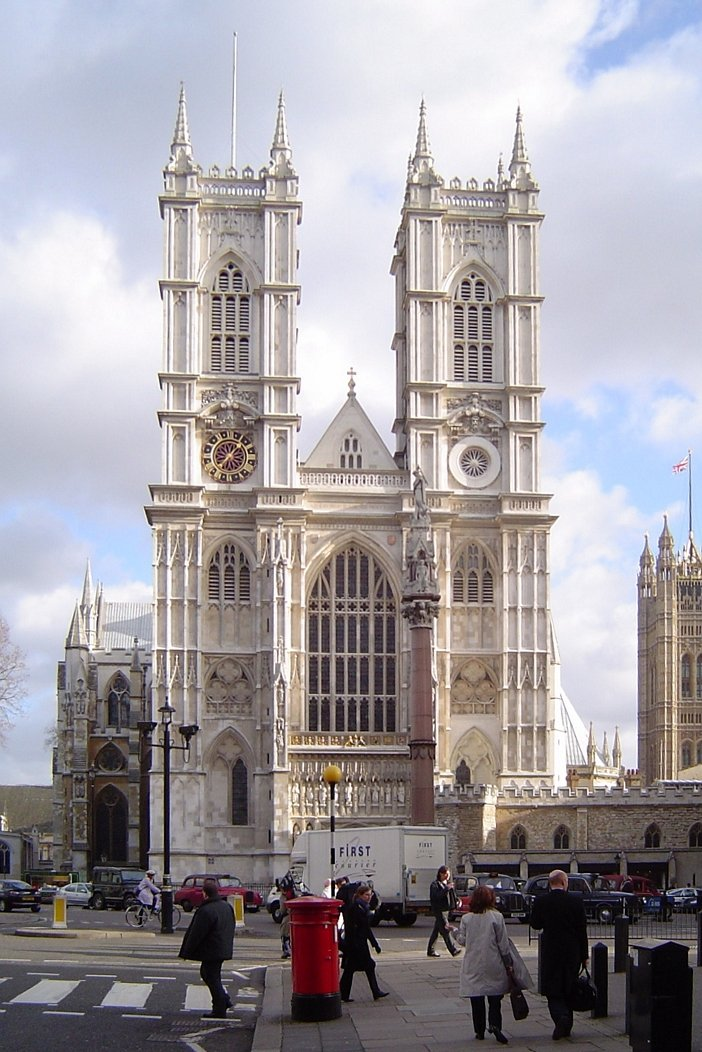
وست مینستر، از زاویه غربی
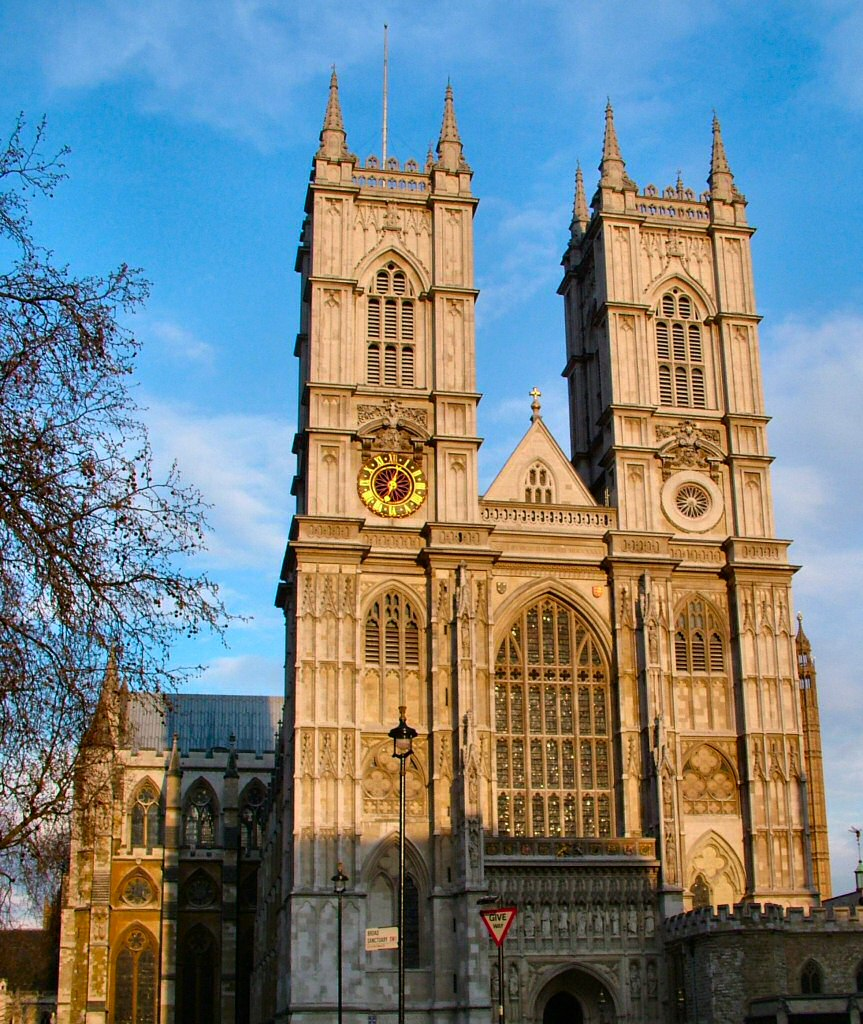
در غربی کلیسای وست مینستر در طلوع خورشید
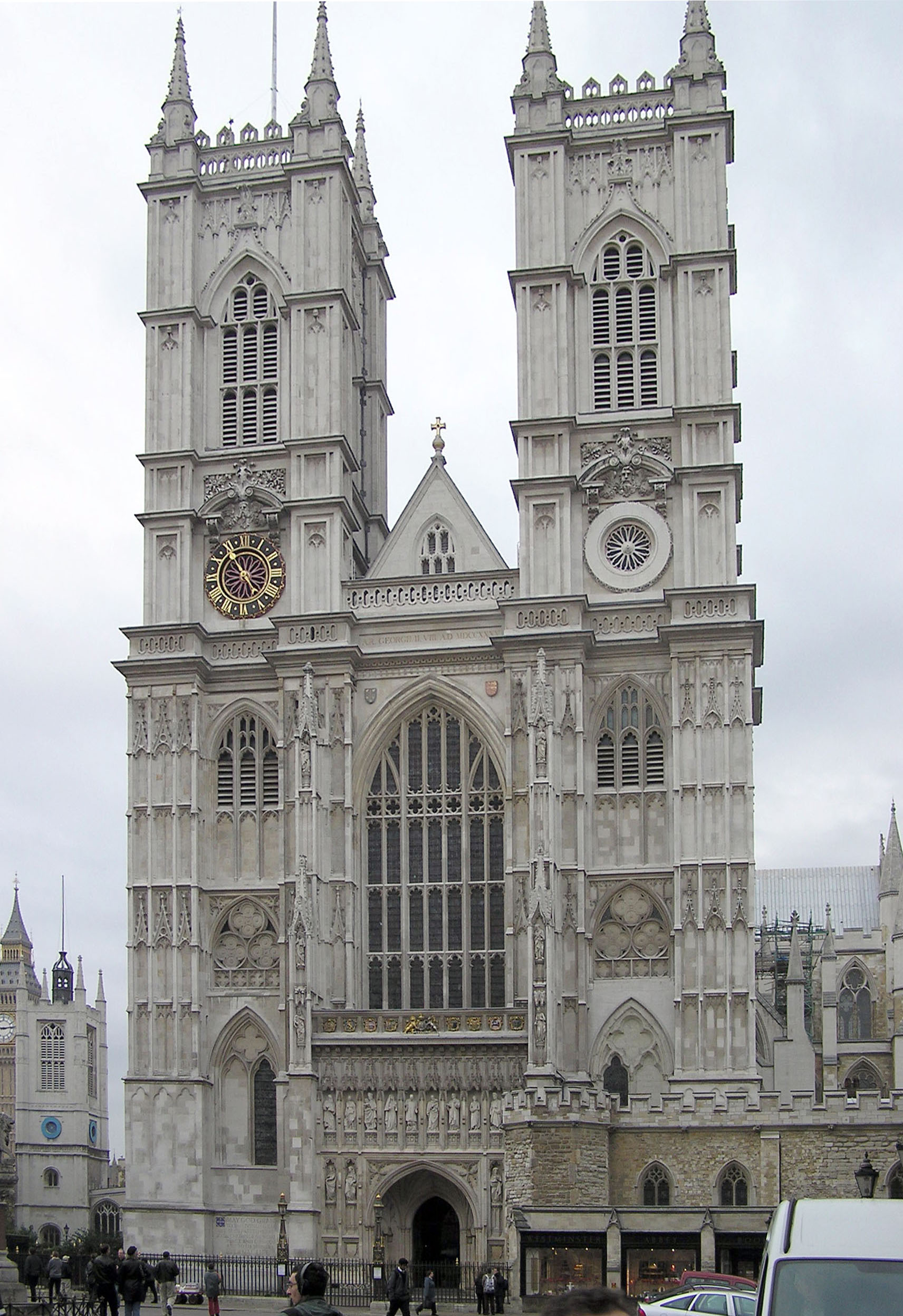
گوشه غربی
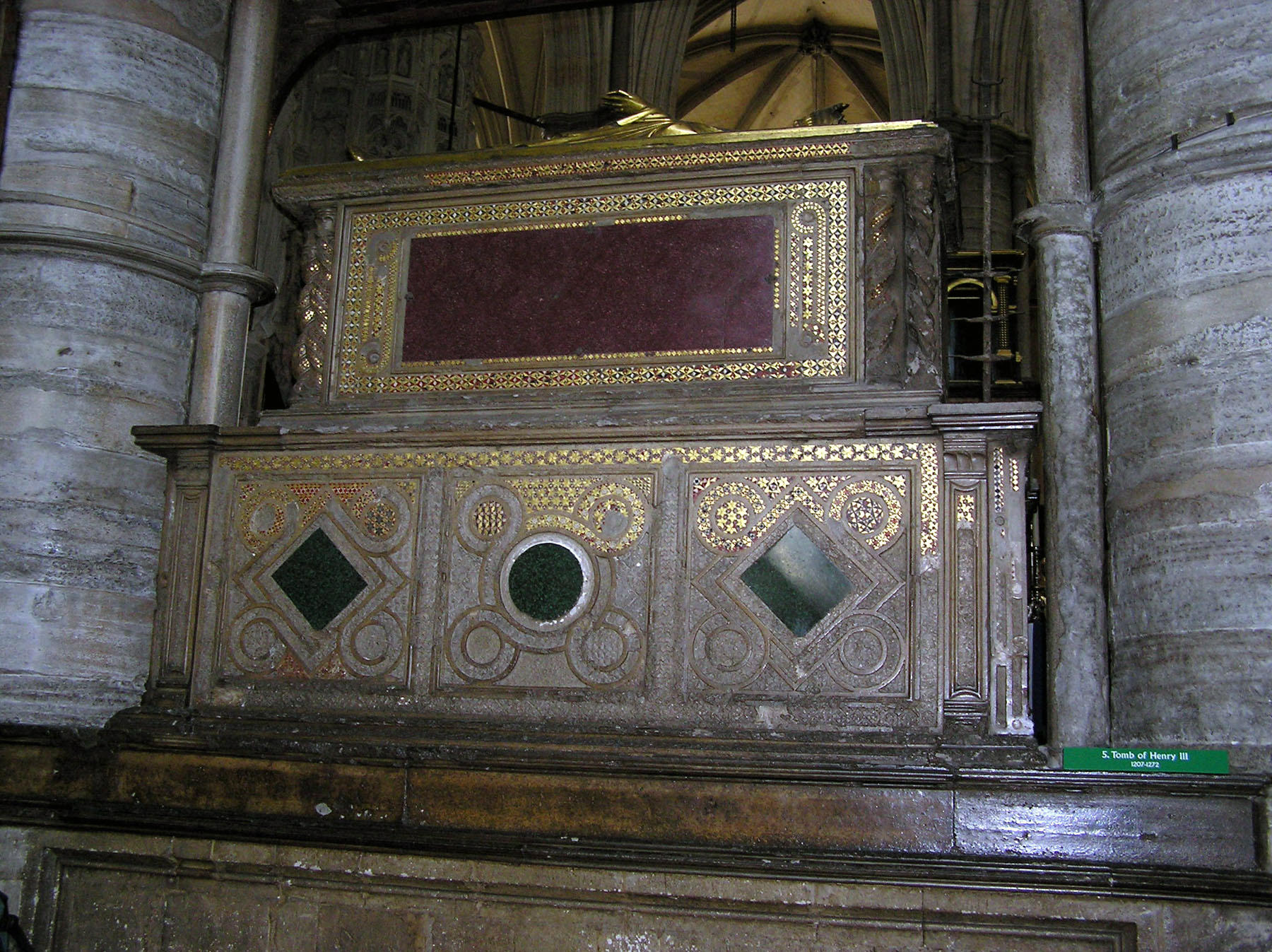
آرامگاه هنری سوم در کلیسا. هنری در سن نه سالگی تاج گذاری کرد
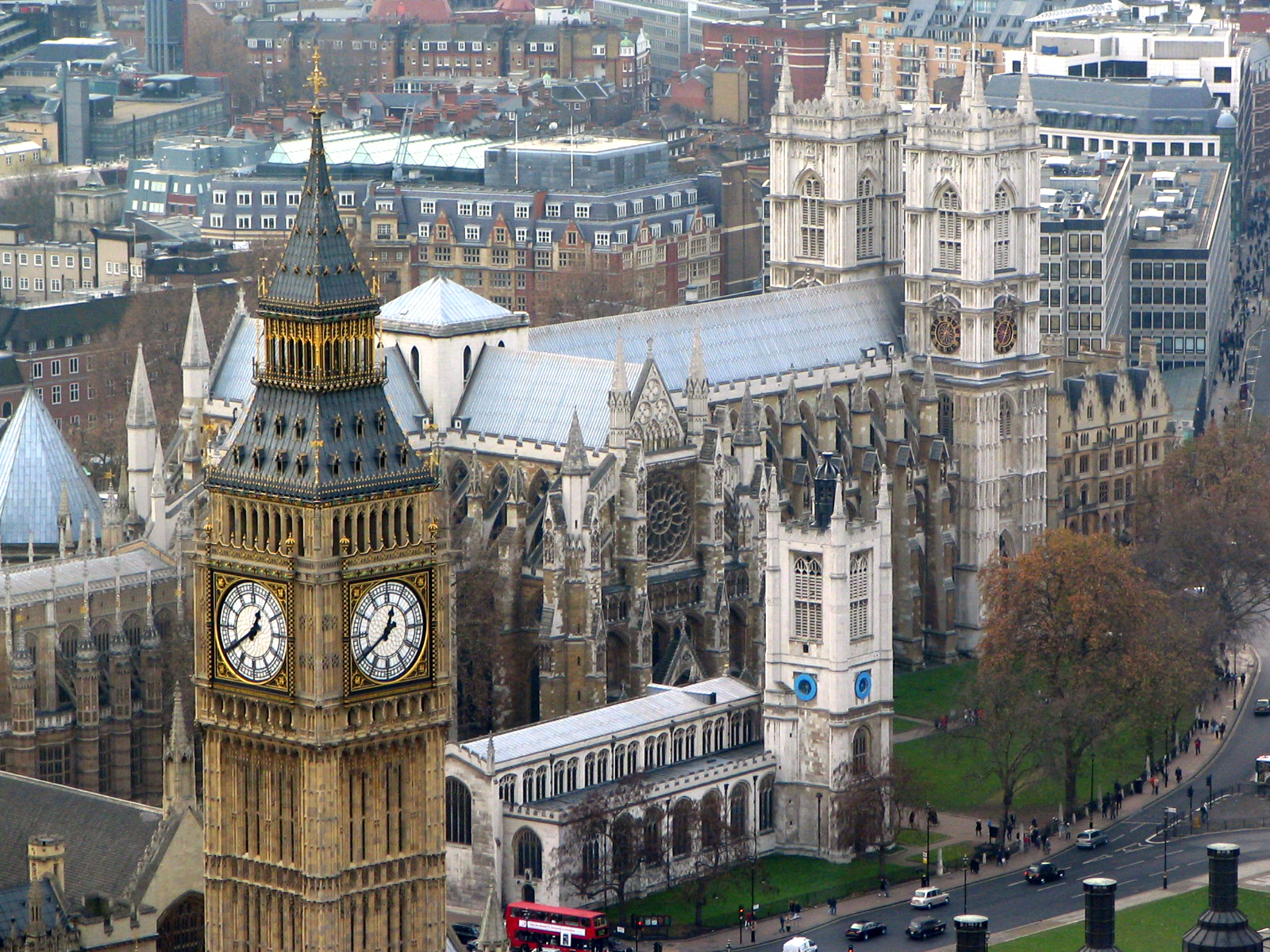
نمای عقب
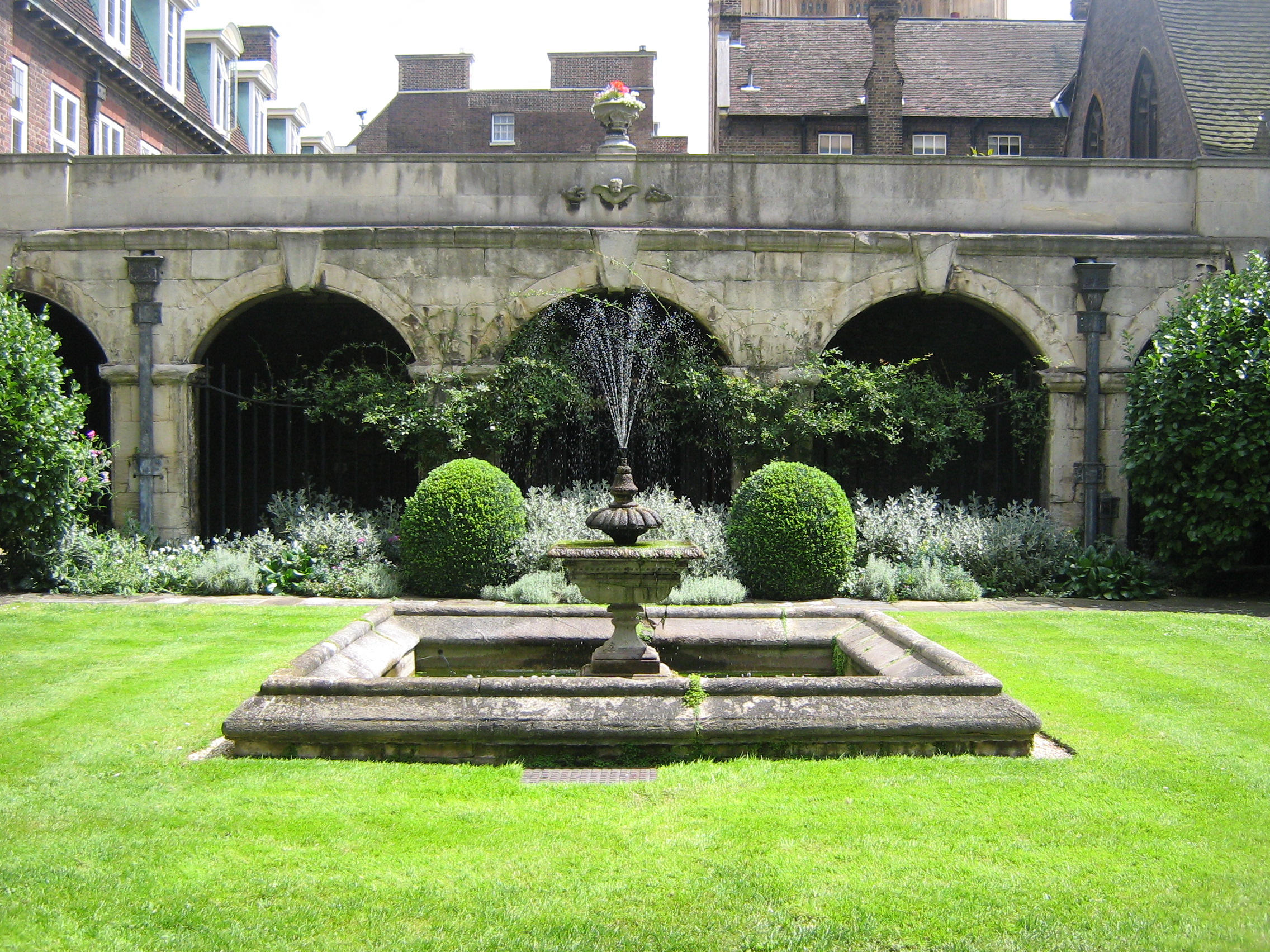
حیاط کلیسا
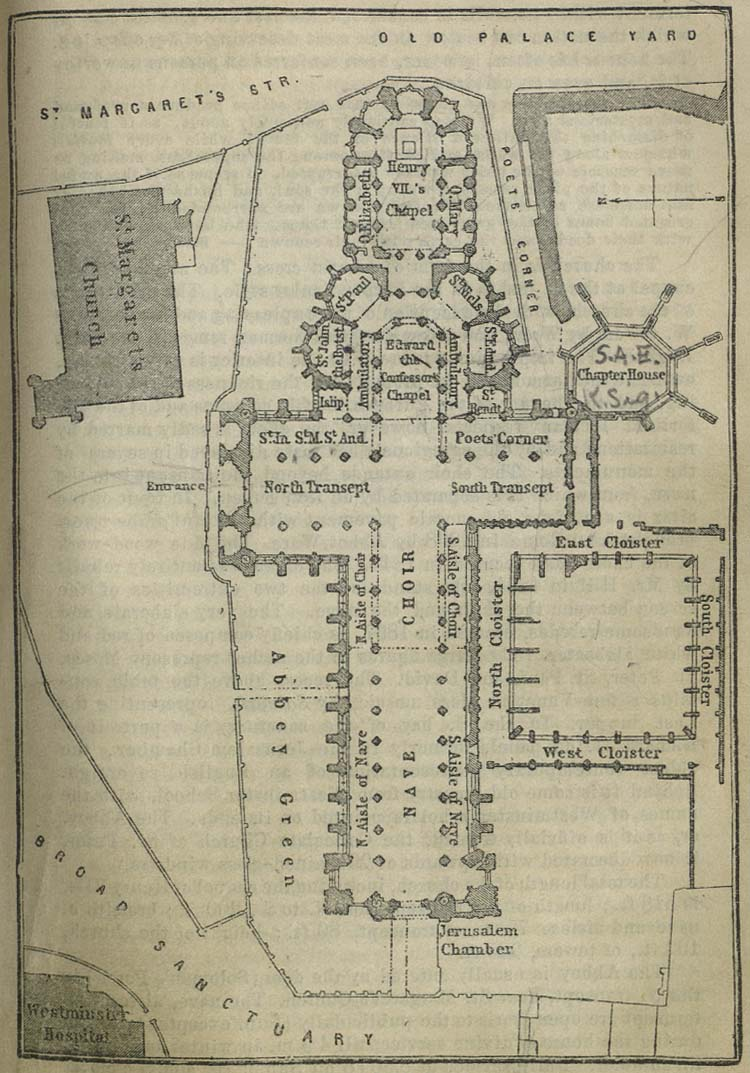
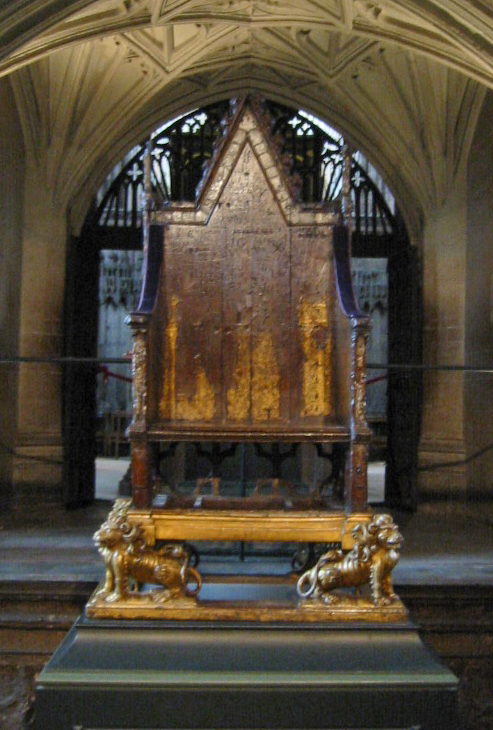
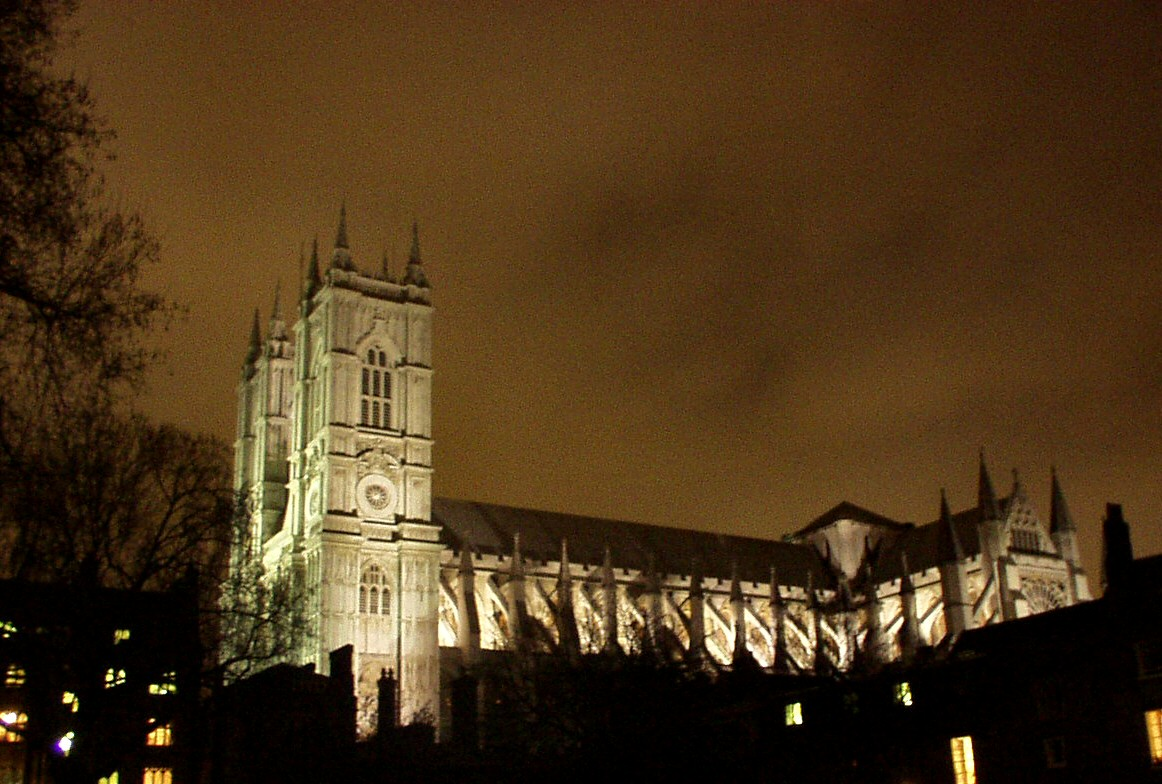
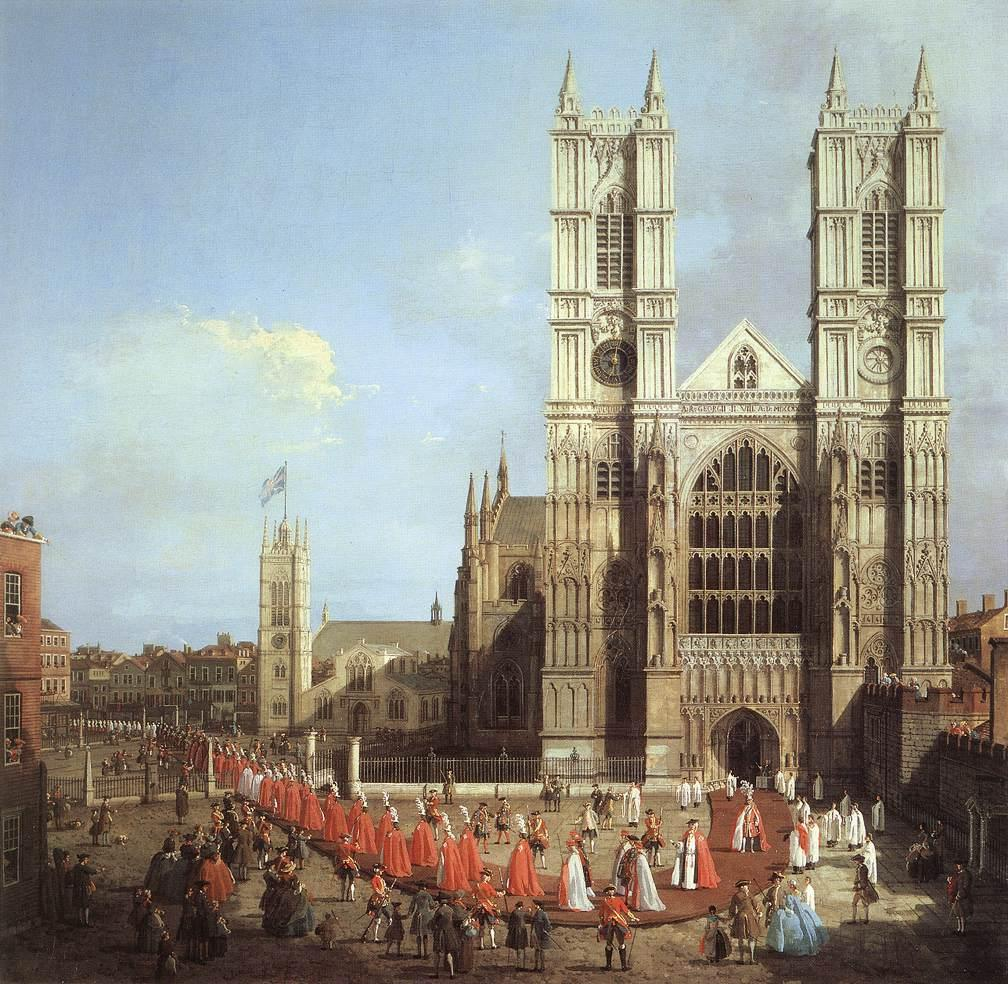
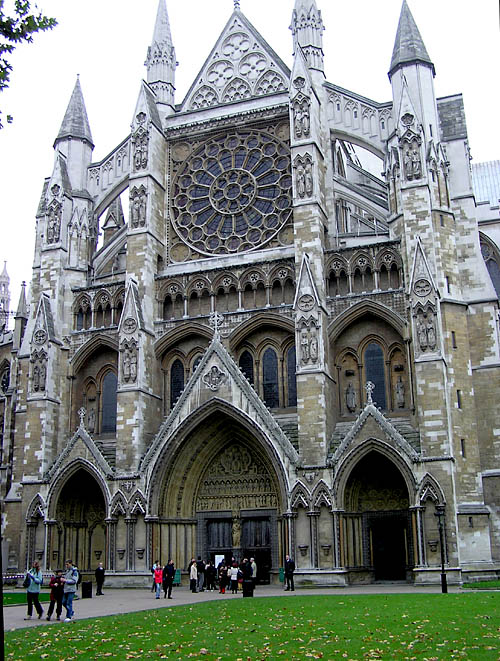
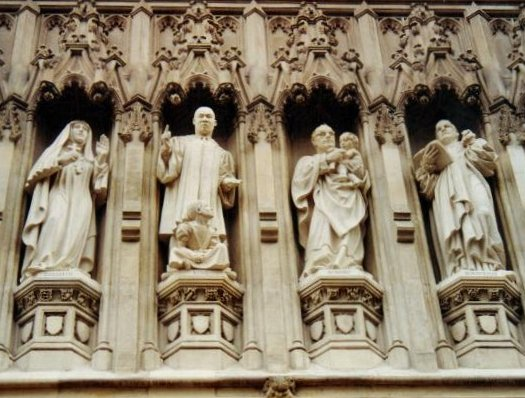